# مایکل موریارتی
مایکل موریارتی (انگلیسی: Michael Moriarty؛ زادهٔ ۵ آوریل ۱۹۴۱) یک هنرپیشه سینما، فیلم‌نامه‌نویس و نوازنده جاز اهل ایالات متحده آمریکا است.
از فیلم‌ها یا برنامه‌های تلویزیونی که وی در آن نقش داشته‌است می‌توان به آخرین مأموریت، شجاعت در زیر آتش، طبل را آهسته بزن، وقتی که عنکبوت می‌آید و زن تحت تعقیب اشاره کرد.